# Општина Веракруз (Веракруз)
Веракруз (шп. Veracruz) општина је у Мексику у савезној држави Веракруз. Општина се налази на надморској висини од 10 м.

## Становништво
Према подацима из 2010. у општини је живело 552156 становника.

### Хронологија
| Година       | 2000                     | 2005                     | 2010                     |
| ------------ | ------------------------ | ------------------------ | ------------------------ |
| Становништво | 457377 (215863 / 241514) | 512310 (242013 / 270297) | 552156 (261537 / 290619) |

### Попис
| \| \| м \| \| \| ж \| \| 0—2 \| 11.971 \| \| \| 11.333 \| \| 3—5 \| 12.751 \| \| \| 12.410 \| \| 6—11 \| 26.209 \| \| \| 25.383 \| \| 12—14 \| 12.606 \| \| \| 12.239 \| \| 15—17 \| 13.841 \| \| \| 13.701 \| \| 18—24 \| 32.200 \| \| \| 34.157 \| \| 60+ \| 22.980 \| \| \| 32.389 \| \| Просек : \| 31,1 \| \| \| 32,9 \| |        |  |  |        |
| |        |  |  |        |
| | м      |  |  | ж      |
| 0—2 | 11.971 |  |  | 11.333 |
| 3—5 | 12.751 |  |  | 12.410 |
| 6—11 | 26.209 |  |  | 25.383 |
| 12—14 | 12.606 |  |  | 12.239 |
| 15—17 | 13.841 |  |  | 13.701 |
| 18—24 | 32.200 |  |  | 34.157 |
| 60+ | 22.980 |  |  | 32.389 |
| Просек : | 31,1   |  |  | 32,9   |

| #   | Индикатор                                                                                        | Вредност |
| --- | ------------------------------------------------------------------------------------------------ | -------- |
| 1   | Становништво од 0 до 2 године                                                                    | 23304    |
| 2   | Мушко становништво од 0 до 2 године                                                              | 11971    |
| 3   | Женско становништво од 0 до 2 године                                                             | 11333    |
| 4   | Становништво са 3 и више година                                                                  | 504030   |
| 5   | Мушко становништво са 3 и више година                                                            | 237167   |
| 6   | Женско становништво са 3 и више година                                                           | 266863   |
| 7   | Становништво са 5 и више година                                                                  | 487188   |
| 8   | Мушко становништво са 5 и више година                                                            | 228693   |
| 9   | Женско становништво са 5 и више година                                                           | 258495   |
| 10  | Становништво са 12 и више година                                                                 | 427277   |
| 11  | Мушко становништво са 12 и више година                                                           | 198207   |
| 12  | Женско становништво са 12 и више година                                                          | 229070   |
| 13  | Становништво са 15 и више година                                                                 | 402432   |
| 14  | Мушко становништво са 15 и више година                                                           | 185601   |
| 15  | Женско становништво са 15 и више година                                                          | 216831   |
| 16  | Становништво са 18 и више година                                                                 | 374890   |
| 17  | Мушко становништво са 18 и више година                                                           | 171760   |
| 18  | Женско становништво са 18 и више година                                                          | 203130   |
| 19  | Становништво од 3 до 5 година                                                                    | 25161    |
| 20  | Мушко становништво од 3 до 5 година                                                              | 12751    |
| 21  | Женско становништво од 3 до 5 година                                                             | 12410    |
| 22  | Становништво од 6 до 11 година                                                                   | 51592    |
| 23  | Мушко становништво од 6 до 11 година                                                             | 26209    |
| 24  | Женско становништво од 6 до 11 година                                                            | 25383    |
| 25  | Становништво од 8 до 14 година                                                                   | 59336    |
| 26  | Мушко становништво од 8 до 14 година                                                             | 30145    |
| 27  | Женско становништво од 8 до 14 година                                                            | 29191    |
| 28  | Становништво од 12 до 14 година                                                                  | 24845    |
| 29  | Мушко становништво од 12 до 14 година                                                            | 12606    |
| 30  | Женско становништво од 12 до 14 година                                                           | 12239    |
| 31  | Становништво од 15 до 17 година                                                                  | 27542    |
| 32  | Мушко становништво од 15 до 17 година                                                            | 13841    |
| 33  | Женско становништво од 15 до 17 година                                                           | 13701    |
| 34  | Становништво од 18 до 24 године                                                                  | 66357    |
| 35  | Мушко становништво од 18 до 24 године                                                            | 32200    |
| 36  | Женско становништво од 18 до 24 године                                                           | 34157    |
| 37  | Женско становништво од 15 до 49 година                                                           | 155674   |
| 38  | Становништво са 60 и више година                                                                 | 55369    |
| 39  | Мушко становништво са 60 и више година                                                           | 22980    |
| 40  | Женско становништво са 60 и више година                                                          | 32389    |
| 41  | Однос између мушкараца и жена                                                                    | 89.99    |
| 42  | Становништво од нуле до 14 година                                                                | 124902   |
| 43  | Становништво од 15 до 64 године                                                                  | 365212   |
| 44  | Становништво од 65 година и више                                                                 | 37220    |
| 45  | Просечан број деце                                                                               | 1.84     |
| 46  | Становништво рођено у ентитету                                                                   | 455623   |
| 47  | Мушко становништво рођено у ентитету                                                             | 214583   |
| 48  | Женско становништво рођено у ентитету                                                            | 241040   |
| 49  | Становништво рођено у другом ентитету                                                            | 68601    |
| 50  | Мушко становништво рођено у другом ентитету                                                      | 32938    |
| 51  | Женско становништво рођено у другом ентитету                                                     | 35663    |
| 52  | Становништво од 5 година и више резидентно у ентитету у јуну 2005. године                        | 462839   |
| 53  | Мушко становништво старосног доба од 5 година и више, резидентно у ентитету у јуну 2005. године  | 215976   |
| 54  | Женско становништво старосног доба од 5 и више година, резидентно у ентитету у јуну 2005. године | 246863   |
| 55  | Становништво од 5 година и више које је живело у другом ентитету у јуну 2005. године             | 18604    |
| 56  | Мушко становништво старије од 5 година које је живело у другом ентитету у јуну 2005. године      | 9460     |
| 57  | Женско становништво старије од 5 година које је живело у другом ентитету у јуну 2005. године     | 9144     |
| 58  | Становништво од 3 године и више које говори аутохтони језик                                      | 3942     |
| 59  | Мушко становништво старо 3 године и више које говори аутохтони језик                             | 1921     |
| 60  | Женско становништво старо 3 године и више које говори аутохтони језик                            | 2021     |
| 61  | Становништво од 3 године и више које говори аутохтони језик и не говори шпански језик            | 23       |
| 62  | Мушко становништво старо 3 године и више које говори аутохтони језик и не говори шпански         | 10       |
| 63  | Женско становништво старо 3 године и више које говори аутохтони језик и не говори шпански језик  | 13       |
| 64  | Становништво старо 3 године и више које говори аутохтони језик и шпански                         | 3008     |
| 65  | Мушко становништво старо 3 године и више које говори аутохтони језик и шпански                   | 1458     |
| 66  | Женско становништво старо 3 године и више које говори аутохтони језик и шпански                  | 1550     |
| 67  | Становништво од 5 година и више које говори аутохтони језик                                      | 3902     |
| 68  | Становништво од 5 година и више које говори аутохтони језик и не говори шпански језик            | 21       |
| 69  | Становништво од 5 година и више које говори аутохтони језик и говори шпански језик               | 2992     |
| 70  | Становништво у домородачким домаћинствима                                                        | 8944     |
| 71  | Становништво са ограничењима у активностима                                                      | 19574    |
| 72  | Становништво са ограниченим ходањем или кретањем, горе или доле                                  | 10327    |
| 73  | Становници са ограничењима вида, чак и уз кориштење сочива                                       | 5556     |
| 74  | Становништво са ограничењима говора, комуникације или конверзације                               | 1671     |
| 75  | Становништво са ограниченим слухом                                                               | 1992     |
| 76  | Становништво са ограничењима при одевању, купању или јелу                                        | 1111     |
| 77  | Становништво са ограничењима у опажању или учењу једноставних ствари                             | 825      |
| 78  | Становништво са менталним ограничењима                                                           | 2185     |
| 79  | Становништво без ограничења активности                                                           | 504605   |
| 80  | Становништво од 3 до 5 година које не похађа школу                                               | 10503    |
| 81  | Мушко становништво од 3 до 5 година које не похађа школу                                         | 5354     |
| 82  | Женско становништво од 3 до 5 година које не похађа школу                                        | 5149     |
| 83  | Становништво од 6 до 11 година које не похађа школу                                              | 1881     |
| 84  | Мушко становништво од 6 до 11 година које не похађа школу                                        | 979      |
| 85  | Женско становништво од 6 до 11 година које не похађа школу                                       | 902      |
| 86  | Становништво од 12 до 14 година које не похађа школу                                             | 1700     |
| 87  | Мушко становништво од 12 до 14 година које не похађа школу                                       | 969      |
| 88  | Женско становништво од 12 до 14 година које не похађа школу                                      | 731      |
| 89  | Становништво од 15 до 17 година похађа школу                                                     | 20991    |
| 90  | Мушко становништво од 15 до 17 година похађа школу                                               | 10313    |
| 91  | Женско становништво између 15 и 17 година живота у школи                                         | 10678    |
| 92  | Становништво од 18 до 24 године похађа школу                                                     | 24078    |
| 93  | Мушко становништво од 18 до 24 године похађа школу                                               | 11783    |
| 94  | Женско становништво од 18 до 24 године похађа школу                                              | 12295    |
| 95  | Становништво од 8 до 14 година које не може да чита и пише                                       | 1475     |
| 96  | Мушко становништво старосног доба од 8 до 14 година које не може да чита и пише                  | 878      |
| 97  | Женско становништво старосног доби од 8 до 14 година које не може да чита и пише                 | 597      |
| 98  | Становништво од 15 година и више које је неписмено                                               | 12888    |
| 99  | Мушко становништво од 15 година и више које је неписмено                                         | 4347     |
| 100 | Женско становништво од 15 година и више које је неписмено                                        | 8541     |
| 101 | Становништво старо 15 и више година без школовања                                                | 16641    |
| 102 | Мушко становништво старо 15 и више година без школовања                                          | 5962     |
| 103 | Женско становништво старо 15 и више година без школовања                                         | 10679    |
| 104 | Становништво старосног доба 15 и више година са непотпуним основним образовањем                  | 36320    |
| 105 | Мушко становништво старосног доба од 15 година и више са непотпуном основним образовањем         | 15057    |
| 106 | Женско становништво старосног доба 15 и више година са непотпуном основним образовањем           | 21263    |
| 107 | Становништво старо 15 и више година са комплетним основним образовањем                           | 56500    |
| 108 | Мушко становништво старо 15 година и више са комплетним основним образовањем                     | 24434    |
| 109 | Женско становништво старо 15 и више година са комплетним основним образовањем                    | 32066    |
| 110 | Становништво старосног доба 15 и више година са непотпуним средњим образовањем                   | 20043    |
| 111 | Мушко становништво старосног доба од 15 година и више са непотпуним средњим образовањем          | 10362    |
| 112 | Женско становништво старосног доба од 15 година и више са непотпуним средњим образовањем         | 9681     |
| 113 | Становништво старо 15 и више година са пуним секундарном образовањем                             | 81462    |
| 114 | Мушко становништво старосног доба од 15 година и више са пуним секундарном образовањем           | 38880    |
| 115 | Женско становништво старосног доба од 15 година и више са пуним секундарном образовањем          | 42582    |
| 116 | Становништво старије од 18 година са постосновним образовањем                                    | 177960   |
| 117 | Мушко становништво старије од 18 година са постосновним образовањем                              | 85283    |
| 118 | Женско становништво старије од 18 година са постосновним образовањем                             | 92677    |
| 119 | Просечна оцена школовања                                                                         | 9.79     |
| 120 | Просечан ниво образовања мушке популације                                                        | 10.06    |
| 121 | Просечан ниво образовања женског становништва                                                    | 9.56     |
| 122 | Економски активно становништво                                                                   | 236884   |
| 123 | Економски активна мушка популација                                                               | 145496   |
| 124 | Економски активна женска популација                                                              | 91388    |
| 125 | Становништво које није економски активно                                                         | 188604   |
| 126 | Мушко становништво које није економски активно                                                   | 51776    |
| 127 | Женско становништво које није економски активно                                                  | 136828   |
| 128 | Запослено становништво                                                                           | 227432   |
| 129 | Запослено мушко становништво                                                                     | 138679   |
| 130 | Запослено женско становништво                                                                    | 88753    |
| 131 | Незапослена популација                                                                           | 9452     |
| 132 | Незапослена мушка популација                                                                     | 6817     |
| 133 | Незапослена женска популација                                                                    | 2635     |
| 134 | Становништво без права на здравствене услуге                                                     | 161499   |
| 135 | Становништво које има право на здравствене услуге                                                | 364840   |
| 136 | Становништво које има право на ИМСС                                                              | 245406   |
| 137 | Становништво које има право на социјално осигурање                                               | 29038    |
| 138 | Становништво које има право на државно социјално осигурање                                       | 716      |
| 139 | Становништво које има право на опште осигурање или здравствено осигурање за нову генерацију      | 62327    |
| 140 | Становништво које је било једном или није било у браку током 12 година и више                    | 146921   |
| 141 | Венчано или уједињено становништво од 12 година и више                                           | 228711   |
| 142 | Становништво које је било у браку или уједињено 12 година и више                                 | 50775    |
| 143 | Становништво са католичком религијом                                                             | 417401   |
| 144 | Протестанти, еванђелисти и библијски следбеници различити од еванђелиста                         | 67038    |
| 145 | Становништво са другим религијама различитим од претходних                                       | 992      |
| 146 | Становништво без религије                                                                        | 34798    |
| 147 | Укупно пописаних домаћинства                                                                     | 156463   |
| 148 | Пописна домаћинства на челу са мушкарцима                                                        | 105186   |
| 149 | Пописна домаћинства на челу са женама                                                            | 51277    |
| 150 | Становништво у пописним домаћинствима                                                            | 527211   |
| 151 | Становништво у пописним домаћинствима на челу са мушкарцима                                      | 371558   |
| 152 | Становништво у пописним домаћинствима на челу са женама                                          | 155653   |
| 153 | Укупно домаћинстава                                                                              | 223445   |
| 154 | Укупно насељених домаћинстава                                                                    | 164690   |
| 155 | Укупно приватних кућа                                                                            | 215218   |
| 156 | Насељени приватни домови                                                                         | 156463   |
| 157 | Укупно насељених приватних кућа                                                                  | 164671   |
| 158 | Ненасељене приватне куће                                                                         | 41522    |
| 159 | Појединачна домаћинства за привремену употребу                                                   | 17233    |
| 160 | Становници у насељеним приватним кућама                                                          | 527211   |
| 161 | Насељеност станара у приватним становима                                                         | 3.37     |
| 162 | Просечно становника по соби у приватним насељеним домаћинствима                                  | 0.94     |
| 163 | Појединачна домаћинства са подовима од различитих материјала од земље                            | 149244   |
| 164 | Појединачна домаћинства у приземљу                                                               | 6044     |
| 165 | Појединачна домаћинства са једном спаваћом собом                                                 | 60594    |
| 166 | Појединачна домаћинства са две спаваће собе и више                                               | 95284    |
| 167 | Појединачна домаћинства са једним собом                                                          | 17258    |
| 168 | Појединачна домаћинства са две собе                                                              | 21051    |
| 169 | Појединачна домаћинства са 3 собе и више                                                         | 117411   |
| 170 | Појединачна домаћинства која имају електрично светло                                             | 155303   |
| 171 | Појединачна домаћинства која немају електрично светло                                            | 758      |
| 172 | Појединачна домаћинства која имају водоводну воду у стамбеном простору                           | 148343   |
| 173 | Појединачна домаћинства која немају водоводну воду у стамбеном простору                          | 7331     |
| 174 | Појединачна домаћинства која имају тоалет                                                        | 154811   |
| 175 | Појединачна домаћинства која имају канализацију                                                  | 153311   |
| 176 | Појединачна домаћинства која немају канализацију                                                 | 2152     |
| 177 | Појединачна домаћинства која имају електрично светло, довод воде из јавне мреже и канализацију   | 145985   |
| 178 | Појединачна домаћинства без икаквих услова                                                       | 842      |
| 179 | Појединачна домаћинства која имају радио                                                         | 128711   |
| 180 | Појединачна домаћинства која имају телевизор                                                     | 151358   |
| 181 | Појединачна домаћинства која имају фрижидер                                                      | 144247   |
| 182 | Појединачна домаћинства која имају машину за веш                                                 | 124659   |
| 183 | Појединачна домаћинства која имају аутомобил или комби                                           | 58253    |
| 184 | Појединачна домаћинства која имају рачунар                                                       | 57481    |
| 185 | Појединачна домаћинства која имају фиксну телефонску линију                                      | 77579    |
| 186 | Појединачна домаћинства која имају мобилни телефон                                               | 131730   |
| 187 | Појединачна домаћинства која имају приступ интернету                                             | 45125    |